# Бунтовници (ТВ серија из 2022)
Бунтовници (шп. Rebelde; стилизовано REBƎLDE) мексичка је тинејџерско-драмска стриминг-телевизијска серија у режији Сантијага Лимона. Наставак је мексичке теленовеле Бунтовници из 2004. године, која је рибут аргентинске теленовеле Rebelde Way Криса Морене, као и пета међународна верзија. Премијерно је емитовао Netflix 5. јануара 2022. године.
Netflix је 9. јануара 2022. године обновио серију за другу сезону.

## Радња
С почетком новог полугодишта познати непријатељ, тајно друштво звано Ложа, могло би уништити музичке снове првака.

## Улоге
| Глумац              | Улога                |
| ------------------- | -------------------- |
| Азул Гвајта         | Хана Гандија Коен    |
| Франко Масини       | Лука Колучи          |
| Серхио Мајер Мори   | Естебан Колучи       |
| Андреа Чапаро       | Марија Хосе Севиља   |
| Херонимо Кантиљо    | Гиљермо Алварез      |
| Ђована Грихио       | Емилија Ало          |
| Лизет Селене        | Андреа Агости        |
| Алехандро Пуенте    | Себастијан Лангариса |
| Естефанија Виљареал | Селина Ферер         |
| Карла Косио         | Пилар Гандија        |
| Леонардо де Лозан   | Марсело Колучи       |
| Карла Софија Гаскон | Лурдес               |
| Памела Алманза      | Анита                |
| Меттуро             | Тео Ало              |
| Доминика Палета     | Марина де Лангариса  |